# História da tecnologia
A história da tecnologia é a história das ferramentas e das técnicas úteis para fazer coisas práticas. Relaciona-se intimamente com a história da ciência, que inclui a maneira como os seres humanos adquiriram o conhecimento básico necessário para construir coisas úteis.Os esforços científicos, especialmente nos tempos modernos, dependeram em regra de tecnologias específicas que permitiram aos seres humanos sondar a natureza do universo, de forma mais precisa do que é permitida pelos nossos sentidos. Os artefatos tecnológicos são produtos de uma economia, são uma força para o crescimento económico e constituem uma parte importante da nossa vida cotidiana.As inovações tecnológicas afetam e são afetadas pelas tradições culturais de uma sociedade. Elas são igualmente uma forma de desenvolver e projetar o poderio militar.

## Por períodos e regiões geográficas

### Tecnologias primitivas

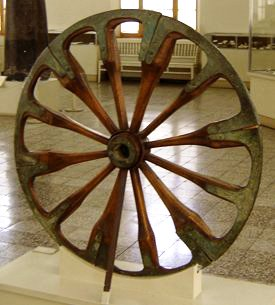
A roda foi inventada em 4000 a.C., e tornou-se uma das tecnologias mais famosas e úteis do mundo. Roda no Museu Nacional de Teerão, no Irão.)

- Fogo, usado desde o paleolítico, possivelmente pelo homo erectus há 800.000 anos.
- Ferramentas de pedra, criadas possivelmente há 100.000 anos.
- Arco, funda, ca. 9.º milénio a.C.
- Cobre, 8.000 a.C.
- Agricultura, 8.000 a.C.
- Roda, 4.000 a.C.
- Escrita. 3.500 a.C.
- Bronze, 3.300 a.C.
- Ferro, 1.500 a.C.
- Catapulta, 399 a.C.
- Ferradura, 300 a.C.

### Tempos pré-históricos

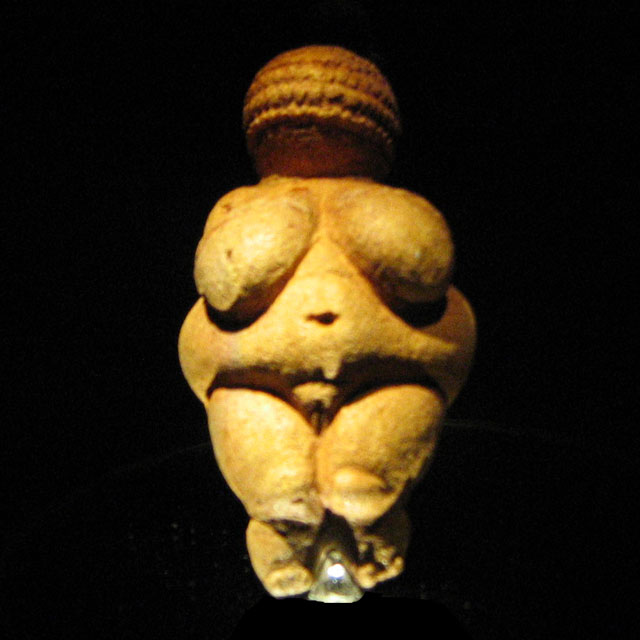
Vénus de Willendorf

Embora não existam registros escritos relativos ao tempo pré-histórico, podemos ter uma ideia a respeito de como o mundo, e seus mecanismos, foram compreendidos ou interpretados pelo homem pré-histórico, através de evidências diretas e indiretas. Um breve início a tecnologia na época pré-histórica foi com as técnicas avançadas para lascar pedras criando ferramenta. A evidência direta inclui as pinturas rupestres encontradas na Espanha e na França, e outras obras de arte como, por exemplo, a Vénus de Willendorf. As outras evidências diretas são constituídas por ossos (como os que foram objecto de trepanação), múmias e ferramentas antigas. Apesar da relativa falta da evidência direta sobre o conhecimento possuído pelo homem pré-histórico, as tecnologias pré-históricas sobreviventes também permitem conjecturar sobre a compreensão do mundo nessa era.
A sobrevivência era a prioridade; mesmo hoje, com o grande tsunami de 2004, os ilhéus de Andaman recordaram os conselhos dos seus antepassado, foram para as elevações, e sobreviveram ao tsunami, como seus antepassados fizeram em tempos imemoriais. Estas pessoas relataram este conhecimento às tripulações do avião de resgate que estavam pairando sobre as ilhas de Andaman, após o avião ter sido atacado pelas suas setas.
Embora não haja nenhum registro escrito da inovação tecnológica de alguns povos ou culturas, existem provas dos seus empreendimentos na exploração: os povos malaios, por exemplo, espalharam-se pelo arquipélago da Malásia, atravessaram o Oceano Índico até Madagascar e também atravessaram o Oceano Pacífico, o que exigiu o conhecimento das correntes oceânicas, dos ventos, do velejamento, do movimento das estrelas, da navegação celeste, e dos mapas estelares. Os mapas estelares não eram feitos de papel, mas sim com cordas, varas e conchas. Os seus barcos eram de classe oceânica, há milhares dos anos, bem antes da tecnologia marítima do Ocidente ser capaz dos descobrimentos marítimos.
Antes deles, provavelmente pela caça e pela coleta, os aborígenes australianos e os índios americanos contornaram os continentes para povoar suas partes do mundo - uma viagem de dezenas de milhares de quilômetros, e que pode ter levado milhares dos anos.

### Mesopotâmia
Os babilônios forneceram elementos para a ciência no seu estado nascente, onde vários povos como os sumérios, deixaram contribuições à geografia. Todas as tecnologias vinculadas à manutenção e expansão das cidades, inclusive aquelas relativas à medicina que envolve a prevenção de moléstias que afetam grandes concentrações humanas já se encontrava presente, em alguns costumes de alimentação. Os fundamentos da matemática foram estabelecidos pelos antigos sumérios e babilônios, que viveram no segundo milênio antes da nossa era.

### Antigo Egito
Os egípcios inventaram e usaram muitas máquinas simples, como a rampa e a alavanca, para auxiliar os seus processos da construção. O suporte de escrita egípcio, feito do papiro, e a cerâmica, foram produzidos e exportados para toda a bacia do Mediterrâneo. A roda, contudo, só chegou quando invasores estrangeiros introduziram a quadriga.

### Europa tribal
Por volta de 1.000 a.C.-500 a.C., as tribos germânicas tiveram uma civilização da idade do bronze, enquanto os Celtas estiveram na idade do ferro na época da cultura de Hallstatt. Posteriormente, as suas culturas entraram em colisão com as práticas militares e agrícolas dos Romanos, há dois mil anos. Mas o tempo e os recursos necessários para conduzir a ciência tiveram que decorrer gradualmente.

### Roma Antiga

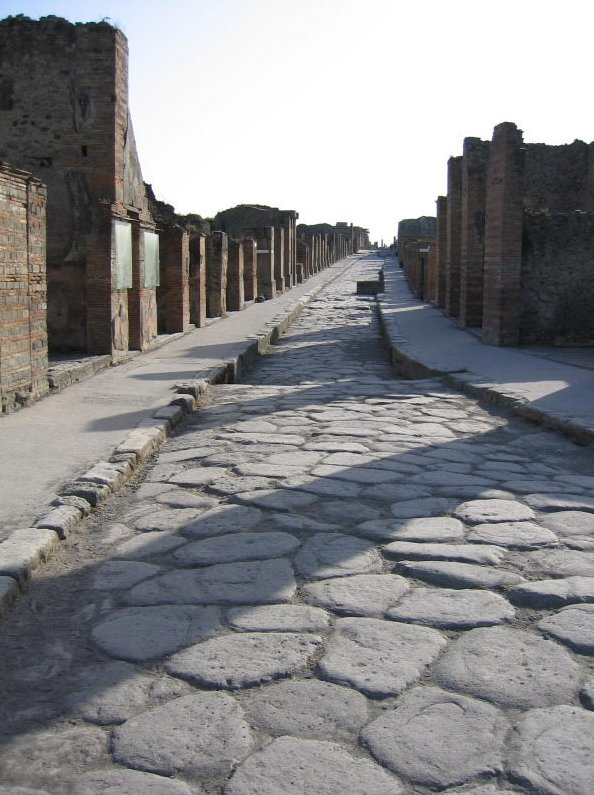
Uma estrada romana de Pompeia.

A civilização romana incluía tecnologia para:
- Arquitetura
- Engenharia
- Construção de estradas
- Agricultura
- Metalurgia
- Leis relativas à propriedade individual
- Cantaria
- Engenharia militar
- Fiação e tecelagem

Porque Roma Antiga se localizava numa península vulcânica, com areia que continha grãos cristalinos adequados, o betão que os romanos inventaram era particularmente durável. Alguns dos seus edifícios duraram 2.000 anos.
O romanos percebiam de hidráulica e construíram fontes, chafarizes e as termas romanas, que se tornaram a imagem de marca da sua civilização. A falta dos banhos públicos marcou o fim da civilização romana. Mas alguns banhos romanos (por exemplo, em Portugal ou Inglaterra) duraram até aos dias de hoje.

### Grécia Antiga
Astrônomos gregos, com base em teorias da astronomia e matemática desenvolveram o mecanismo conhecido como Anticítera, feito com uma liga de bronze de estanho baixo.Uma máquina de relógio, projetada para prever as datas dos eclipses lunares e solares, rastrear os movimentos sutis da Lua através do céu e calcular as datas do eventos. Construído por volta de 205 aC. 

### Índia Antiga

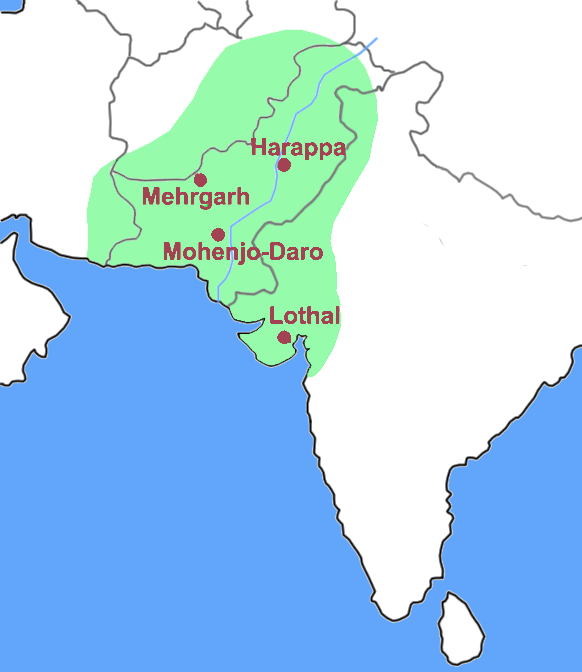
Mapa da Civilização do Vale do Indo

A civilização do Vale do Indo, bem situada e com muitos recursos, constituía uma lição de sanidade e planejamento urbanos. Aqui se encontram dos primeiros exemplos de 'esgotos fechados', de banhos, de celeiros públicos etc.
Um painel encontrado em Moenjodaro, descrevendo um ofício de navegador, mostra embarcações de muitos tipos. A sua construção é descrita em pormenor no Yukti Kalpa Taru, um antigo texto indiano de construção naval nesse tempo, quando não existiam escolas, era um importante local de aprendizagem no mundo antigo. Era o centro da ensino para sábios de toda a Ásia. Muitos estudantes gregos, persas e chineses aprenderam aqui com grandes mestres - Kautilya , Panini, Jivaka, Vishnu Sharma.
As técnicas de construção e arquitetura indianas, compendiadas nos 'Vaastu Shastra", incluiam detalhes e plantas baseados em princípios científicos como a resistência dos materiais, a altura ideal da construção, a presença de fontes de água adequadas e a luz que preserva a higiene. É uma das primeiras ciências da construção a ser assim tão completa.
O Yukti Kalpa Taru, compilado por Bhoja Narapati, trata da construção naval.
A cultura da antiguidade indiana foi sempre muito variada na escolha das especiarias, dos condimentos e dos artigos ornamentais, pois a Índia era a origem do óleo de palma e do coco, do indigo e de muitos outros pigmentos e corantes vegetais, como o cinábrio. Muitos dos corantes foram usados na arte e na escultura. O uso de perfumes mostra algum conhecimento da aplicação das tecnologias químicas, particularmente nos processos de destilação e purificação.

### China Antiga
Segundo o investigador Joseph Needham, os chineses foram pioneiros em muitas descobertas e desenvolvimentos. Os principais contributos tecnológicos da China Antiga incluem os detectores de sismos, fósforos, papel, o ferro fundido, o arado de ferro, o carro de mão, a ponte suspensa, o paraquedas, o gás natural como combustível, a bússola, a hélice, a besta, e a pólvora.

### China medieval

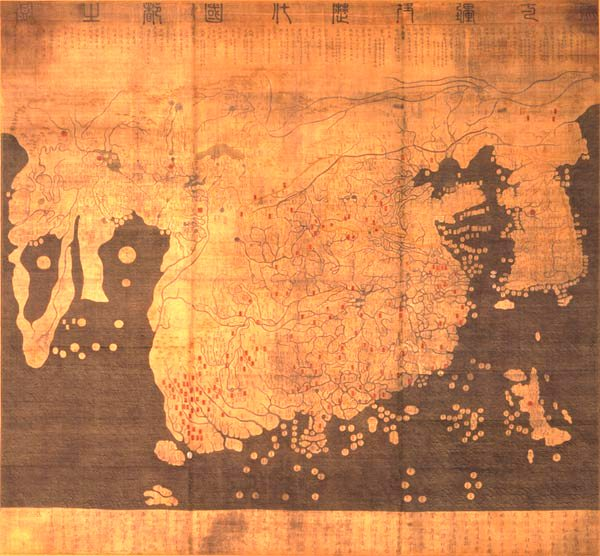
Uma carta realizada após uma das expedições de Zheng He

O foguete de combustível sólido foi inventado na China por volta de 1150, cerca de 200 anos após a invenção da pólvora (que era o seu principal combustível) e 500 anos após a invenção dos fósforos (ver: História dos foguetes). Ao mesmo tempo que a época dos descobrimentos tinha lugar no Ocidente, os imperadores chineses da dinastia Ming também organizaram expedições. Os navios de Zheng He chegaram a alcançar África. Mas as expedições deixaram de ser financiadas, sendo abandonadas. Quando os navios de Fernão de Magalhães chegaram ao Brunei em 1521, encontraram uma cidade rica que tinha sido fortificada por engenheiros chineses e protegida por um quebra-mar. Antonio Pigafetta anotou que muita da tecnologia do Brunei era igual à tecnologia ocidental desse tempo. Também, havia mais canhões no Brunei do que em navios de Magalhães, e os comerciantes chineses na corte do Brunei tinham-lhes vendido óculos e porcelana, que eram uma raridade na Europa. Contudo, a base científica para estes desenvolvimentos tecnológicos parece ter sido muito ténue. Por exemplo, o conceito de força não foi formulado claramente em textos chineses deste período.
Outras descobertas e invenções chinesas do período medieval, segundo a pesquisa de Joseph Needham, incluem: o barco movido a rodas de pás, a imprensa, tinta fosforescente, cadeia dentada, e a roca de fiar.

### Civilizações andinas

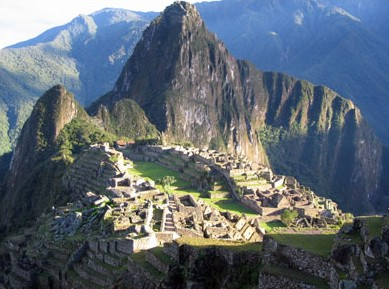
Macchu Picchu

Os conhecimentos de engenharia dos incas eram grandes, mesmo quando medidos pelos padrões de hoje. Um exemplo é o uso nas suas construções de peças pesando mais de uma tonelada (por exemplo, Machu Picchu no Peru), colocadas de tal forma juntas que nem uma lâmina cabe entre elas. As aldeias usaram canais de irrigação e sistemas de drenagem, tornando a agricultura muito eficiente. Os andinos também dominavam a metalurgia, possuíam grande experiência no trabalho do ouro, da prata e do cobre, que sabiam utilizar, juntamente com o estanho, para obter bronze.  Os povos andinos têm usado metais nativos desde os tempos antigos, com recentes achados de artefatos de ouro na região andina datados de 2155-1936 a.C. Descobriram a platina e a utilizavam como substituto da prata. Foi conhecido pelos espanhóis, em 1735, quando o navegador, explorador e astrônomo espanhol Antonio de Ulloa chegou à América do Sul. Outras tecnologias descobertas pelos andinos incluem a fiação, tecelagem e calandragem. 

### Mesoamérica

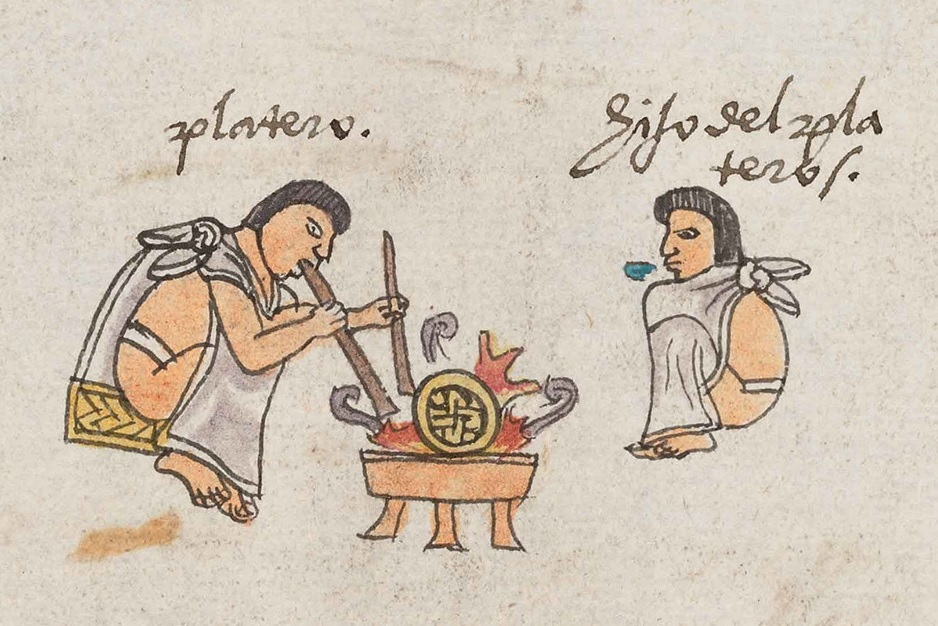
Pai asteca ensina seu filho metalurgia. Códice Mendoza, folio 70.

Algumas das tecnologias dos povos mesoamericanos incluíam a escrita, metalurgia, agricultura, fiação, tecelagem, calandragem, cantaria, técnicas de construção e arquitetura. Os principais sistemas de escrita da Mesoamérica foi a asteca e maia. A escrita asteca é um sistema de escrita pictográfico e ideográfico, a escrita maia utiliza logogramas complementados por um conjunto de glifos silábicos, com função semelhante à actual escrita japonesa. A metalurgia só aparece na Mesoamérica em 800 d.C, com as melhores evidências do México Ocidental onde trabalharam principalmente em cobre durante o período inicial, com algumas ligas de arsênico baixo, bem como emprego ocasional de prata e ouro. Mais tarde passaram a fazer ligas de cobre-prata, cobre-arsênico, cobre-estanho e cobre-arsênico-estanho. Entre as tecnologias usadas para a agricultura inclui-se as chinampas, as ilhas astecas de cultivo agrícola, conhecidas como chinampas é um sistema considerado por alguns como sendo a primeira forma de aquaponia para uso agrícola, onde plantas eram cultivadas em ilhas fixas (ou às vezes móveis) em lagos rasos, sendo que os dejetos eram dragados dos canais das chinampas e cidades ao redor, e utilizados para irrigar as plantas manualmente. Os mesoamericanos também dominavam a cantaria, com  muitos dos seus trabalhos durando até os dias de hoje.
A civilização Maia não sabia fundir os metais, mas possuía um sistema de escrita e conhecimentos de cantaria surpreendentes.

### Europa
A queda do Império romano abrandou, mas não parou a inovação; os romanos preferiam o uso de óleos no banho, mas o sabão foi trazido pelas tribos que procuravam incorporar-se no império. Por altura da queda de Roma, a armadura de malha metálica que nós associamos com o cavaleiro medieval já era usada pela cavalaria pesada de Roma, até ser substituída pela armadura pesada mil anos mais tarde.

### Século XIX

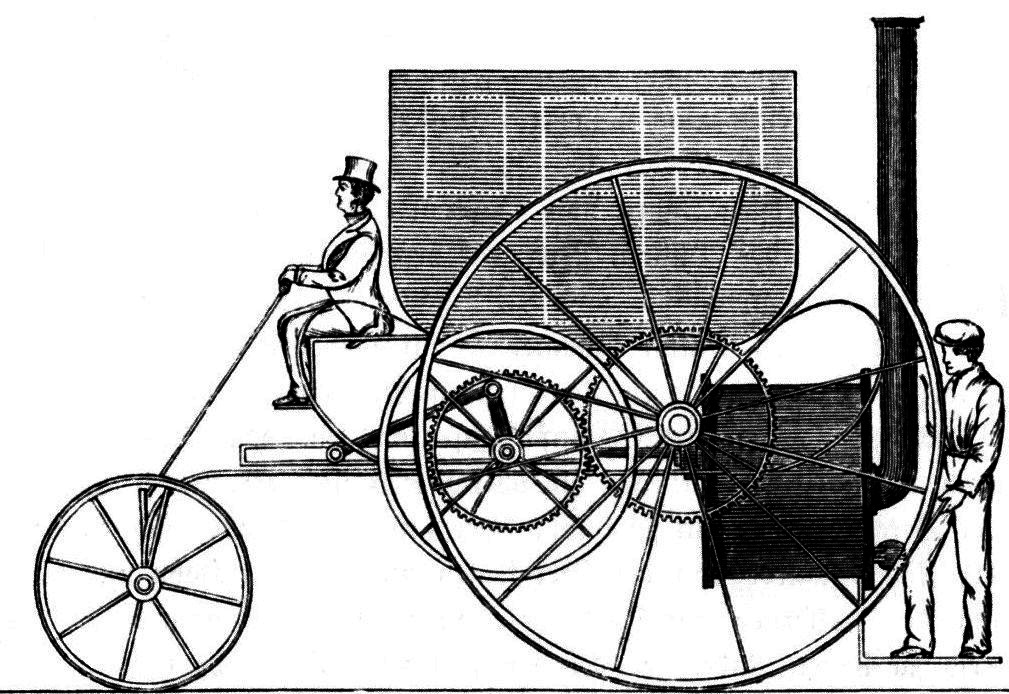
Locomotiva Puffing Devil. 1801

A locomotiva a vapor, inventada por Richard Trevithick, abriu o caminho ao transporte pelo caminho de ferro.
- Barco a vapor

- Charles Babbage

- Turbina a vapor

### Século XX

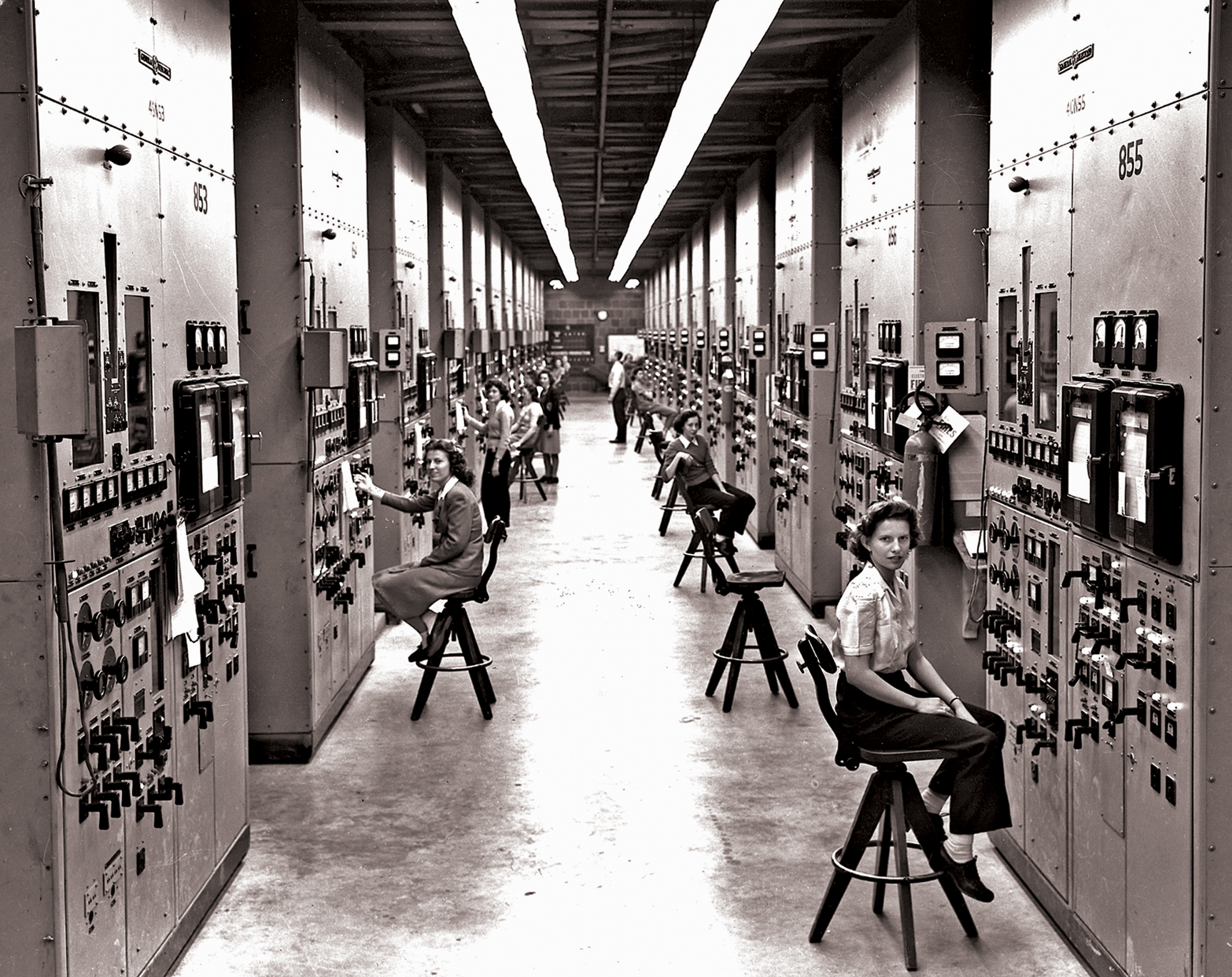
Paineis de controlo em Oak Ridge, durante o Projecto Manhattan.

- Rádio

- Avião

- Locomotiva com turbina a vapor

- Televisão

- Radar

- Computador

- Energia nuclear

- Projecto Manhattan

- Telefone

- Foguetão (Wernher von Braun)

- Robô industrial (George Devol)

## Por áreas da ciência

### História da biotecnologia
- História da agriculturaBiotecnologia: a junção de toda e qualquer ciência biológica com diversas tecnologias para a geração de bens e serviços
- História da alimentação

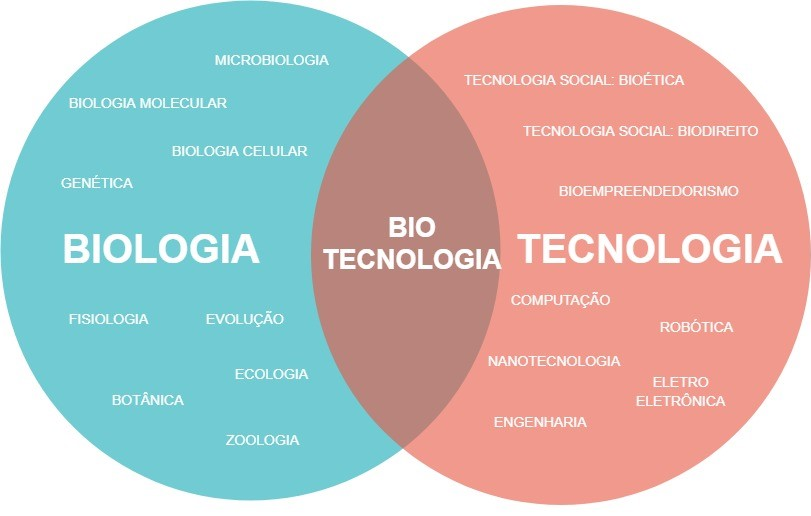
Biotecnologia: a junção de toda e qualquer ciência biológica com diversas tecnologias para a geração de bens e serviços

- Alimentos geneticamente modificados
- História das ciências agronómicas
- História dos jardins
- História do sushi
- História do chá

### História da engenharia civil
- História da arquitetura
- História das pontes, portos, túneis, represas
- História dos instrumentos
- Cartografia
- Engenharia urbana
- Abastecimento de água

### História das comunicações
- História da escrita
- História das telecomunicações
- História dos telefones móveis
- História do radar
- História do cinema
- História da rádio
- História da televisão
- História da Internet

### História da tecnologia dos bens de consumo
- História da tecnologia textil
- História da ciência dos materiais

### História da engenharia electrotécnica
- História da iluminação de rua

### História das tecnologias da energia
- História da energia
- História da mineração do carvão
- História da máquina-a-vapor
- História do combustível do álcool
- História da fusão nuclear

### História da ciência dos materiais
- Metalurgia
- materiais e processar

### História da medicina
- História da farmácia

### História da tecnologia científica
- História dos telescópios
- Observatório
- História dos microscópios
- História da tecnologia da física de partículas
- História da tecnologia de baixa temperatura
- História da tecnologia da medida da temperatura e da pressão